# Jüdischer Friedhof (Fürstenberg)

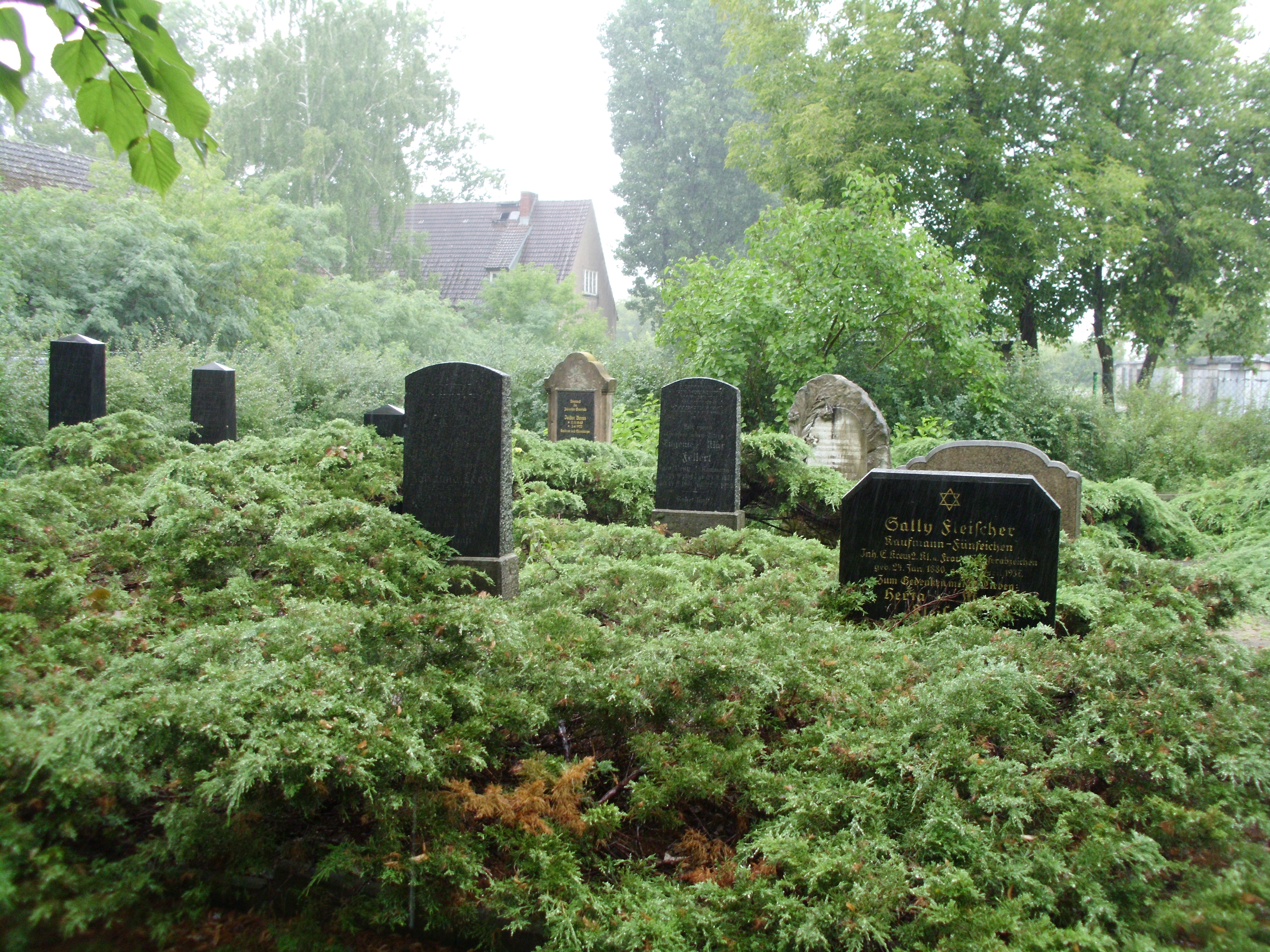
Jüdischer Friedhof in Fürstenberg

Der Jüdische Friedhof in Fürstenberg, einem Ortsteil von Eisenhüttenstadt im Landkreis Oder-Spree im Land Brandenburg in Deutschland, wurde 1890 angelegt. Der jüdische Friedhof am Kirchhofweg, schräg gegenüber vom kommunalen Friedhof, ist ein geschütztes Baudenkmal.

## Geschichte
Die Toten der jüdischen Gemeinde Fürstenberg wurden zunächst auf dem jüdischen Friedhof in Friedland beigesetzt. Ein eigener Friedhof wurde 1840 weit außerhalb der Stadt errichtet und bis 1890 belegt. Von diesem ersten jüdischen Friedhof in Fürstenberg ist nichts mehr erhalten. 
Ein neuer jüdischer Friedhof wurde 1890 errichtet und bis 1939 fanden dort Bestattungen statt. In der Zeit des Nationalsozialismus wurde der Friedhof geschändet und teilweise abgeräumt. Auch im Januar 1993 wurde der Friedhof geschändet, wobei elf Grabsteine umgeworfen und einer mit einem Hakenkreuz beschmiert wurde.
Auf dem etwa vier Ar großen Friedhof sind von den ursprünglich 20 bis 25 Grabsteinen (Mazewot) nur noch 15 erhalten.